# تیت بریتانیا
تیت بریتانیا (به انگلیسی: Tate Britain) با نام اسبق نگارخانه ملی هنر بریتانیا یکی از چهار مجموعه موزه‌ها و نگارخانه‌های مؤسسه تیت است. نگارخانه تیت بریتانیا، در سال ۱۸۹۷ میلادی در لندن تأسیس شد.
بسیاری از آثار ویلیام ترنر، نقاش مشهور انگلیسی در این موزه نگهداری می‌شود.